# Estudos globais
O campo de Estudos Globais engloba disciplinas de política, economia, ecologia,  relações culturais e demais processos que de alguma forma tenham escopo mundial. O campo se orienta em torno de estudos de Globalização e se relaciona com diferentes áreas tais como relações de mercado, movimentos de commodities, comunicações e consumo globais, refugiados, migrantes e outros movimentos de pessoas em todo o globo. O campo de Estudos Globais incorpora tendências transnacionais e locais no seu curriculum, já que elas representam questões maiores de mudanças globais.. A prática de Estudos Globais pode envolver trabalho de campo ou pesquisa em uma área particular de interesse. 
Os estudos globais também podem incluir estudos internacionais ou educação internacional; a área de estudos internacionais tem um foco mais estreito em relações entre fronteiras nacionais – o que é apenas um aspecto envolvido no campo de Estudos Globais. Da mesma forma, a área de educação internacional se refere de modo mais restrito ao desenvolvimento de instituições de educação internacionalmente, bem como comparativamente entre estados-nação. Em ambos os casos, o conceito de “nação” (ou “nacional”) restringe o significado destes campos de estudo. Em perspectiva, o campo de Estudos Globais tem um alcance mais amplo, que vem do global ao local. 

## História e contexto
O desenvolvimento do campo de Estudos Globais no nível de estudos de segundo grau e superior é considerado um produto da Globalização e seus consequentes resultados sobre a comunidade internacional. A Globalização, tomada de forma ampla e genérica, pode ter seu início atribuído no século XV, quando países europeus iniciaram seu processo de colonização de outras áreas do globo, de forma a incrementar o comércio, seu poder e status. Entretanto, foi nas últimas décadas que o mundo experimentou um aumento sem precedentes nas tecnologias de comunicação, informação e computação, mais uma vez incrementando os processos de globalização. Em “Globalization and Its Discontents”, Joseph Stiglitz afirma que: “[a globalização] é uma mudança nas nossas circunstâncias de vida... a velocidade das mudanças está diretamente ligada ao incremento nas comunicações, ao desenvolvimento exponencial da tecnologia da informação... a globalização é um fato da vida, o qual não podemos mais evitar”.
Como resultado desta comunidade global em constante mutação, educadores começaram a ver a necessidade da introdução dos Estudos Globais no currículo das escolas de segundo grau (introduzindo os Estudos Globais dentro da lógica das disciplinas já existentes) e também criando os cursos de Estudos Globais no nível de graduação e pós-graduação (neste caso, criando titulações específicas para o campo de Estudos Globais).
Os benefícios de se integrar conhecimentos “globais” na educação são inúmeros, e incluem as relações e entendimento entre culturas diversas, a criação de um senso de comunidade global e a habilidade de se analisar criticamente questões de relações internacionais. 

## Estudos Globais vs. Estudos Internacionais
Há muita confusão sobre como distinguir os termos “Estudos Globais” e “Estudos Internacionais”. Com frequência, para finalidades educacionais, os termos são intercambiados livremente e as diferenças de significado entre eles não é ressaltada; com isso, sugere-se que em ambos os casos, se abrangem problemas que dizem respeito a matérias políticas, econômicas, e culturais, com o foco nas interações na “comunidade internacional”.
Entretanto, distinções sutis podem ser feitas na definição dos dois campos. Os Estudos Internacionais geralmente têm foco nas relações entre Estados, acordos bi ou multilaterais, diplomacia e matérias tratadas entre dois ou mais Estados. Os Estudos Globais, em contrapartida, têm foco em assuntos que ocorrem globalmente, como a preservação de culturas e do meio ambiente, movimentos de pessoas e os efeitos da Globalização, ou seja, assuntos que são comunitariamente relevantes em todo o mundo e escapam da esfera estado-nação. Diferentemente dos Estudos Internacionais tradicionais, os Estudos Globais examinam com frequência fenômenos que são supranacionais (como as mudanças climáticas globais, doenças pandêmicas, formações econômicas transnacionais, estudos migratórios) e subnacionais (como os impactos regionais da desindustrialização que acontece como consequência de mudanças no panorama do capitalismo global.
Há também indícios que as duas definições possam ser associadas com posicionamentos políticos de “direita” e “esquerda”, sendo os Estudos Internacionais (ou seja, relações entre Estados) frequentemente associados com a “direita” e os Estudos Globais (relações que afetam todos os cidadãos do mundo) com a “esquerda”. Tais definições, no entanto, merecem cuidado, pois ambas abordagens podem conter viés ideológico. Convém enfatizar que a principal diferença entre os Estudos Internacionais e Estudos Globais está no escopo da análise: o primeiro sendo o estado-nação, e o último, as questões transnacionais.
Os dois termos também são descritos por Merryfield como:
"Os Estudos Internacionais podem ser denominados como os ‘avós’ da educação global. Eles incluem com frequência os estudos de países, religiões globais, línguas e relações internacionais... [os estudos globais] têm o centro no conceito de conectividade, reconhecendo conexões locais e globais, os pontos em comum todos os seres humanos compartilham, e a compreensão de como as fronteiras nacionais tornaram-se praticamente irrelevante para muitos atores globais." 

## Motivações
Defensores dos Estudos Globais argumentam que a realidade da globalização e a interconectividade das nações e economias demandam que os estudantes do presente devam ser corretamente educados sobre tais aspectos globais.  Quatro motivações frequentemente citadas à favor dos Estudos Globais são: segurança nacional e diplomacia, cidadania efetiva nas democracias participativas, competitividade global em um e o desejo de definitivamente permear os setores de cooperação e desenvolvimento globais. 
1)	Segurança Nacional e Diplomacia: 
O primeiro grande esforço para prover fundos para uma educação internacional foi o Ato de Educação nos Estados Unidos da America (1966). Por meio dele, proveu-se fundos para instituições de educação superior para criarem e incrementarem programas de estudos internacionais. Criado no tempo da guerra fria, tal Ato enfatizou a necessidade de todos os cidadãos (com foco nos cidadãos americanos) compreender matérias globais de forma a construir competências para a diplomacia.“A importância da diplomacia como uma força motora para o desenvolvimento político ser melhor aprendida e compreendida... é de grande importância para a prevenção de conflitos futuros”. ”
Eventos recentes que tiveram impacto global, como os ataques de 11 de setembro de 2001 e os bombardeios em Londres e Madri, as guerras no Iraque e Afeganistão convenceram os formuladores de políticas da importância dos Estudos Globais e da educação internacional para a segurança nacional e diplomacia.
2)	Competitividade Global
Uma segunda motivação para os Estudos Globais é munir os trabalhadores para se engajarem em um mercado de trabalho global. Muitas empresas internacionais têm identificado a necessidade de uma força de trabalho que tenha competências para trabalhar em ambientes de culturas diversas e se identificar e suprir as necessidades de um mercado cada vez mais global. Algumas empresas multinacionais, como a Microsoft, tomaram a iniciativa ao convencer os formuladores de políticas públicas nos Estados Unidos, bem como os seus stakeholders-chave para que fossem direcionados mais recursos para este tipo de educação. Os governos estaduais e central nos Estados Unidos também colocaram os Estudos Globais como uma prioridade-chave para preparar uma força de trabalho competitiva. 
Adicionalmente, em 2002 o governo australiano (por meio do seu órgão AusAID) alocou fundos para a introdução de um “Programa de Educação Global”. Este programa tem como objetivo aumentar a compreensão de matérias relacionadas a desenvolvimento e assuntos internacionais. O programa proporciona aos professores oportunidades de desenvolvimento profissional através de organizações não governamentais e com suporte para a adequação de seus currículos. O programa “informa e encoraja os professores a introduzir seus alunos a assuntos de cunho global nas salas de aula”.  Instituições de nível superior têm também atentamente inserido estudos internacionais entre suas disciplinas. É raro encontrar escolas de negócios de ponta em que não se coloque foco nos estudos internacionais. 
3)	Cidadania Efetiva 
A terceira motivação para a criação de Estudos Globais é a gestação de uma ‘cidadania efetiva’. Nos EUA, o Conselho Nacional para Estudos Sociais afirma que o propósito dos estudos sociais é “ensinar aos alunos o conteúdo de conhecimento, competências intelectuais e valores cívicos necessários para preencher os deveres da cidadania em uma democracia participativa”. Um objetivo-chave do NCSS é a Educação Global.  Como a globalização faz com que as linhas entre o que é nacional e o que é internacional tornem-se tênues, é cada vez mais importante que os cidadãos compreendam as relações globais. A criação de uma Cidadania Global efetiva resulta em pessoas que desejam, têm a capacidade de se envolver tanto em assuntos locais quanto globais. 
No Reino Unido, pesquisas do governo local conduzidas nas áreas ao redor de Londres concluíram que os cidadãos devam ter a oportunidade de se envolver, adquirir competências e conhecimento para terem mais confiança e participarem de decisões coletivas. Os resultados de tais iniciativas são com frequência bastante positivos, levando a uma melhora de serviços, na qualidade da participação democrática e educação comunitária.. Para se chegar a uma “cidadania efetiva”, os estudantes devem ser educados de forma a se engajarem e colocarem ênfase na importância dos assuntos globais. Ao estudar assuntos como tais “matérias globais”, os estudantes podem, a princípio, estarem melhor preparados para se tornarem “cidadãos efetivos”. Alguns críticos notam que, além do conteúdo, os estudantes também devem ser instruídos sobre “cognição global”, de forma a realmente compreender as perspectivas globais..Tais críticos acreditam que, para que se compreendam assuntos globais os alunos devem reconhecer que suas perspectivas não serão necessariamente divididas por outros e compreender as forças sociais que influenciam suas visões. 
4)	Ajuda e desenvolvimento
O número de pessoas entrando neste setor tem crescido exponencialmente ao longo das últimas décadas, com “o terceiro setor tornando-se a oitava economia do mundo ... empregando quase dezenove milhões de pessoas”.  O financiamento de projetos de saúde costumava ser um dos maiores problemas em termos de “ajuda global”, mas graças a organizações do terceiro setor, fundações privadas, como a Fundação Bill e Melinda Gates estes problemas têm sido amenizados. A maior questão é ter certeza que os recursos estejam sendo de maneira correta para assistir aqueles com carência para suprir suas necessidades mais básicas. 
Os Estudos Globais podem levar ao envolvimento com o setor de ajuda e desenvolvimento de formas diversas. Estas podem incluir trabalhar em conflitos em áreas afetadas por desastres naturais, na melhoria de serviços públicos em comunidades em desenvolvimento (saúde, educação, infra estrutura, agricultura) ou auxiliando no crescimento do setor privado através de modelos de negócios e mercados.  
Por meio dos Estudos Globais, os alunos podem ser munidos de conhecimento intercultural, experiência de campo e uma sensibilização para as questões globais. Há um crescente interesse de alunos para ingressar neste setor. 

## Resultados do aprendizado
Os resultados dos Estudos Globais variam, dependendo do foco escolhido pela instituição de ensino. Entretanto, há alguns resultados comuns esperados para que os alunos desenvolvam durante sua formação. Eles incluem: 
i.	Consciência cultural
ii.	Habilidade para pensar localmente e globalmente
iii.	Competências para pesquisa e análise
iv.	Consciência de problemas e assuntos correntes
v.	Habilidade de comunicar efetivamente em situações bem diversas
vi.	Conhecimento de mais de uma língua, ou de línguas de uso abrangente. 

## Empregabilidade
As perspectivas de emprego para alunos com formação em Estudos Globais são excepcionalmente variadas. Podem incluir carreiras em relações internacionais, comércio exterior, assuntos externos, diplomacia, ciências políticas, governos locais, pesquisas e planejamento de meio ambiente, desenvolvimento internacional. 

## Universidades que oferecem Estudos Globais
As universidades que oferecem cursos em Estudos Globais estão, em sua maioria, localizadas nos Estados Unidos, onde ao menos 34 instituições possuem cursos específicos nesta área de formação, e outras 2 Universidades no Canadá. Em seguida, o continente europeu conta com cerca de 22 Universidades na área, seguido do continente asiático, com cerca de 12 instituições. Na África, apenas 1 Universidade no Egito oferece tal curso. Na América Latina, ainda não se tem conhecimento de instituições ou Universidades que tenham reformulado seus currículos e apresentado um curso de Estudos Globais. Para a lista completa de Universidades, referir à pagina Global Studies em inglês.